# Elecciones generales de Belice de 2020
Las elecciones generales de Belice de 2020 se celebraron el 11 de noviembre de 2020 para elegir a los miembros de la Cámara de Representantes.
Los resultados electorales mostraron que el Partido Unido del Pueblo (PUP) regresó al poder por primera vez desde 2008, ganando 26 escaños, mientras que el Partido Democrático Unido (UDP) recibió su resultado más bajo desde 1998, ganando los 5 escaños restantes. A pesar de los efectos de la pandemia de COVID-19 en Belice y el Huracán Eta, la participación electoral superó el 81%, la más alta desde 1998.
Por invitación del Ministerio de Relaciones Exteriores de Belice, la Caricom envió un equipo de observación de seis miembros. La declaración preliminar del equipo mostró que las elecciones se llevaron a cabo de manera fluida y oportuna; especialmente elogiaron la capacidad de la comisión electoral para implementar medidas sanitarias de COVID-19 mientras se enfrentaban a los efectos de la tormenta tropical Eta.
Las urnas cerraron a las 6:15 p. m.. El líder del UDP Patrick Farber pronunció un discurso de concesión en televisión tres horas después, felicitando al PUP y pidiendo la unidad nacional.Johnny Briceño fue juramentado como nuevo Primer Ministro el 12 de noviembre por el Gobernador General Colville Young.

## Resultados
| Partido                                                                                             | Partido                            | Votos   | %     | Escaños | +/–   |
| --------------------------------------------------------------------------------------------------- | ---------------------------------- | ------- | ----- | ------- | ----- |
| | Partido Unido del Pueblo           | 88,040  | 59.60 | 26      | +14   |
| | Partido Democrático Unido          | 57,374  | 38.84 | 5       | -14   |
| | Frente Popular de Belice           | 820     | 0.56  | 0       | Nuevo |
| | Partido Progresista de Belice      | 548     | 0.37  | 0       | 0     |
| | Independientes                     | 924     | 0.63  | 0       | 0     |
| Votos nulos/en blanco                                                                               | Votos nulos/en blanco              | 1,944   | –     | –       | –     |
| Total                                                                                               | Total                              | 147,706 | 100   | 31      | 0     |
| Votantes registrados/participación                                                                  | Votantes registrados/participación | 182,815 | 81.86 | –       | –     |
| Fuente: Elections & Boundaries Department, Archivado el 12 de noviembre de 2020 en Wayback Machine. |                                    |         |       |         |       |